# Michael Matz
Pour les articles homonymes, voir Matz (homonymie).
Michael Matz est un cavalier de saut d'obstacles américain né le 23 janvier 1951 à Collegeville en Pennsylvanie aux États-Unis. Depuis 1998, il est entraîneur de chevaux de course.

## Biographie
Six fois champion des États-Unis, multiple médaillé international, Mickael Matz a été l'un des plus grands champions de saut d'obstacles américain.
Depuis 1998, il entraîne des Pur-sang anglais dans le Maryland. En 2005 son pensionnaire Kicken Kris remporte l'Arlington Million et en 2006, il fait gagner Barbaro dans le Kentucky Derby et Round Pound dans la Breeders' Cup Distaff.

## Palmarès de saut d'obstacles
- Six fois champion des États-Unis
- 1981 : vainqueur de la coupe du monde avec Jet Run.
- 1984 : médaille d'or par équipe aux Jeux olympiques de Los Angeles aux États-Unis
- 1986 : médaille d'or par équipe aux Championnats du monde d'Aix-la-Chapelle en Allemagne avec Chef

## L'accident d'avion
Matz a été choisi pour l'honneur de porter le drapeau aux cérémonies de clôture des Jeux olympiques de 1996 non seulement en raison de sa carrière illustre, mais également pour un acte extraordinaire d'héroïsme sept ans auparavant. 
Le 19 juillet 1989, Matz et sa fiancée (maintenant son épouse), D.D. Alexandre, voyageaient pour juger une exposition de cheval en Hawaï. Ils ont manqué leur correspondance de Denver vers Philadelphie, et ont eu le choix entre deux vols. Ils ont choisi le vol 232 United Airlines.
Après une panne de moteur catastrophique qui a détruit tous les circuits hydrauliques, l'avion s'est écrasé dans un champ de maïs près de l'aéroport de Sioux City dans l'Iowa. Bien que l'accident ait coûté la vie de 111 personnes, Matz a non seulement survécu, mais il a sauvé quatre enfants en bas âge. Après avoir mis en sécurité trois enfants d'une même fratrie qui voyageaient seuls, il est ensuite revenu dans l'épave en feu pour sauver une fillette âgée de 11 mois.